# Gretl
GNU Regression, Econometrics and Time-series Library (Библиотека для регрессий, эконометрики и временных рядов) — прикладной программный пакет для эконометрического моделирования, часть проекта GNU. Девиз разработчиков «От эконометристов, для эконометристов».

## Основные возможности
- Оценивание параметров с помощью метода наименьших квадратов (OLS), метода максимального правдоподобия (ML), обобщённого метода моментов (GMM) и др.
- Выделение сезонности при помощи встраиваемых пакетов X-12-ARIMA и TRAMO/SEATS (Time series Regression with ARIMA noise, Missing values and Outliers / Signal Extraction in ARIMA Time Series)
- Модели временных рядов: авторегрессия скользящего среднего (ARMA), авторегрессия интегрированного скользящего среднего (ARIMA), обобщённая авторегрессия условной гетероскедастичности (GARCH), векторная авторегрессия (VAR), векторная модель коррекции ошибок (VECM) и др.
- Модели с ограниченными зависимыми переменными: логит (logit), пробит (probit), тобит (tobit), интервальная регрессия и др.
- Вывод моделей в формате LaTeX.
- Скриптовый язык сценариев с поддержкой циклов для реализации метода Монте-Карло и итерационных процедур оценки.
- Создание графиков с помощью Gnuplot.
- Интеграция с R, GNU Octave и Ox для дальнейшего анализа данных.
- Французская, итальянская, испанская, польская, немецкая, баскская, португальская, русская, турецкая и чешская локализации.